# Valentino Garavani
Valentino Garavani, ismertebb nevén Valentino, teljes nevén Valentino Clemente Ludovico Garavani  (Voghera, 1932. május 11. –),  olasz divattervező, a Valentino divatház alapítója.
Valentino, miután leérettségizett a divatszakmával kezdett foglalkozni, divatrajzoló tanfolyamokon vett részt Milánóban. 1949-ben, tizenhét évesen elnyerte a párizsi Haute Couture Union ösztöndíját, így 1950-ben divattervezőnek tanult. Ezután öt évig Jean Dessès divattervező stúdiójában dolgozott. Egy idő után két évre Guy Laroche műtermébe költözött, majd visszatért olasz hazájába. Végül 1959-ben Rómában megalapította saját divatházát, első vásárlói egyike Elizabeth Taylor volt, aki éppen forgatások miatt tartózkodott az olasz fővárosban.
Valentino a hatvanas évek közepétől vált híressé elegáns haute couture estélyi ruháival, amelyek vonzották a hírességeket, valamint a kollekcióiban gyakran használt élénkvörös színével, az úgynevezett Valentino-vörössel. Leghíresebb kollekciói a Valentino, a Valentino Garavani, a Valentino Roma és az R.E.D. Valentino voltak. Miután egy  holdingtársaság átvette a cégét, 2008-ban nyugdíjba vonult.
Jacques Chirac francia elnök 2006-ban a Becsületrendet adományozott neki. 2006-ban önmagát alakítva szerepelt egy kisebb szerepben Az ördög Pradát visel című filmben.
Férfiakkal és nőkkel egyaránt volt élettársi kapcsolata, többek között Marilù Tolo színésznővel és Giancarlo Giammetti üzletemberrel.